# Sangiaccato di Marash
Il Sangiaccato di Marash (in turco Maraş Sancağı), precedentemente noto come Sangiaccato di Ablistan, era una provincia di secondo livello (sangiaccato) dell'Impero Ottomano, situata nell'odierna Turchia, situato nel nord del vilayet di Aleppo. Confinava con il Sangiaccato di Ayıntab a sud, di Sivas a nord, con il Vilayet di Mamuret-ul-Aziz a est ed il vilayet di Adana a ovest. La città di Marash era la capitale del Sangiaccato. Aveva una popolazione di 187899 abitanti nel 1914.

## Storia
Marash faceva parte della zona di influenza francese secondo il trattato di Sèvres, ma dopo il successo della Guerra franco-turca, i sangiaccati di Maraş, di Antep e di Urfa (sangiaccati del precedente Eyalet di Aleppo) furono riconquistati dalla Turchia.

## Suddivisioni amministrative
Il sangiaccato era diviso da cinque distretti (kaza):
- Kaza di Marash (Maraş)
- Kaza di Zeytun
- Kaza di Elbistan
- Kaza di Andırın
- Kaza di Pazarcık